# 이란의 핵시설
이란의 핵시설을 사용하는 이란의 핵 프로그램은 원자로 및 다양한 핵연료 사이클 시설을 포함한 여러 핵 시설로 구성된다.

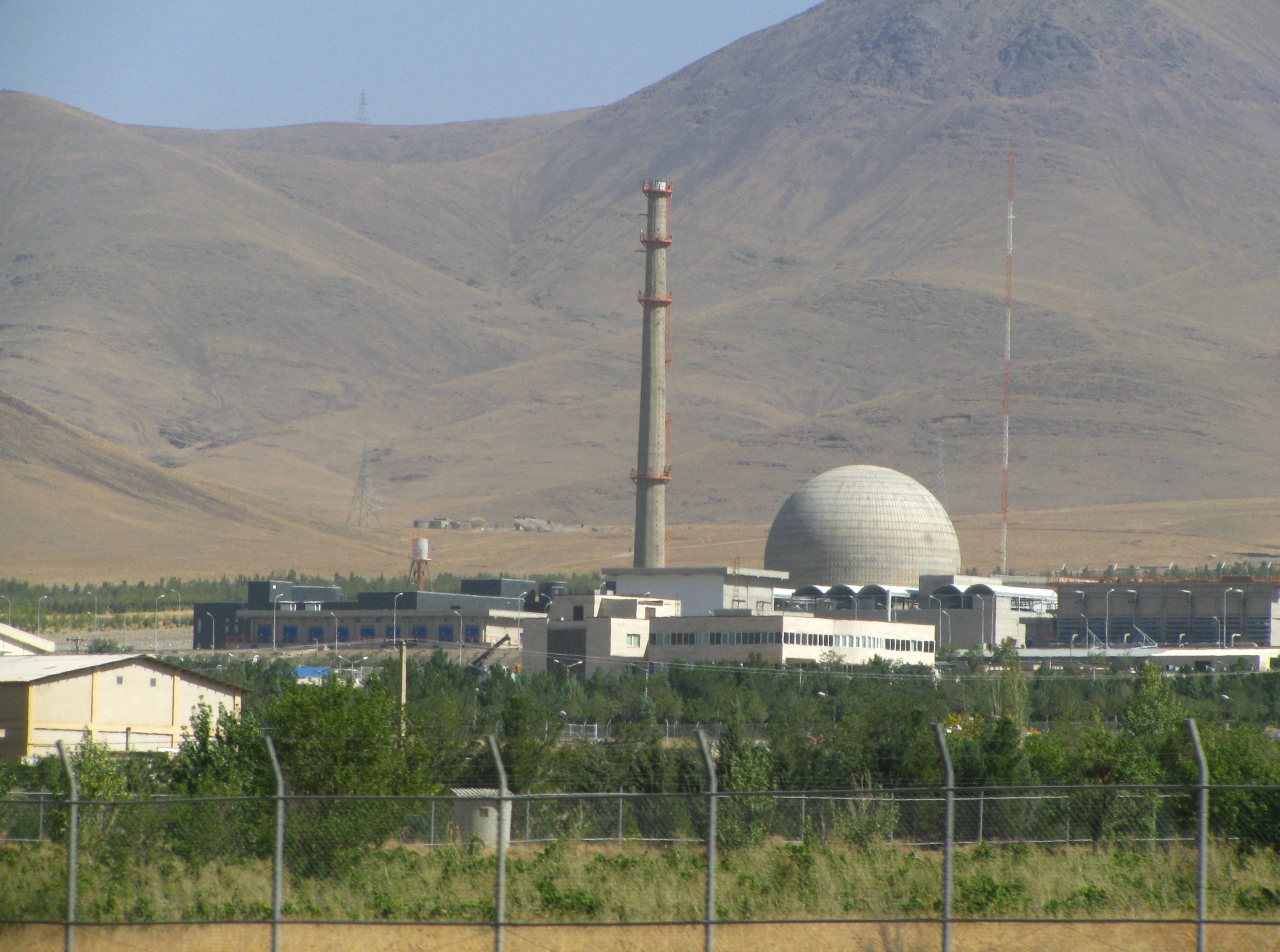
이란의 아라크(Arak) 에 위치한 중수로 IR-40 (Heavy water reactor)

## 아나락
이란의 Yazd(야즈드) 근처에 있는 아나락 (Anarak)은 핵 폐기물 저장 장소를 보유하고 있다.

## 아라크
아라크 지역에는 원자력 프로그램, 특히 이란이 건설중인 IR-40 원자로 및 아라크 인근의 중수 생산 공장과 관련된 여러 산업 단지가 있다. 1990년대 후반,이 단지 중 하나는 IAEA가 방문하도록 요청한 이란의 파친 지역(Parchin)으로 이송 된 고 폭발 테스트 챔버를 제조했을 수 있다. 또한 아라그 (Arak) 지역은 핵물질제조에 사용되는 IR-1 로터 용 고강도 알루미늄을 생산할 수 있는 공장을 보유하고 있다고 생각된다.
아라크는 2002년 이란의 인민 무자헤딘 대변인에 의해 노출 된 두 곳 중 하나였다. 2006년 8월,이란은 중수 생산을 위한 아라크 공장의 취임식을 발표했다. 이란에 대한 안전보장 조치 계약의 조건에 따라, 이란에 대한 안전보장 조치 계약에 의해 지정된 180 일 기간내에 보고해야할 대상이 아니기 때문에, 즉 아직 건설중인 사이트의 존재를보고 할 의무가 없었다. 이 원자로는 의료 및 농업용 방사성 동위 원소 생산에 주로 사용되는 수명이 다한 1967년에 건립된 테헤란 원자력 연구소 원자로를 대체하기위한 것이다.

## 아르다칸
아르다칸 (Ardakan) (Ardekan 또는 Erdekan이라고도 함) 근처의 핵 관련 시설의 존재 가능성은 2003년 7월 8일이란의 내성위원회 (National Council of Resistance of Iran)에 의해 처음 보고 되었다. 이란 원자력기구 (AEOI)의 핵연료 생산 부사장 인 모하마드 근디 마라그( Mohammad Ghannadi-Maragheh)는 2003년 9월에이 시설은 연간 12 만 톤의 광석과 연간 50 미터의 우라늄 공장이라고 밝혔다. 우라늄 톤. 이란은 국제 원자력기구 (IAEA)에 그 시설이 2004년 7월 열간 테스트를 거쳐 40 ~ 50 대를 생산할 것이라고 밝혔다.  40에서 50 kg 핵물질인 옐로 케이크를 생산하지만, 2008년 현재이란은 IAEA에 더 이상의 정보를 제공하지 않았다.

## 보나 브
이란의 보나 브의 원자력 연구 센터는 농업에서 핵 기술의 응용을 조사하고 있다. 이란의 AEOI에 의해 관리 된다.

## 부 쉐르 원자력 발전소
부 쉐르 원자력 발전소 (페르시아어 : نیروگاه اتمی بوشهر)는 부 쉐르시에서 남동쪽으로 17km 떨어진 페르시아만 어촌 인 할리 레와 반 다르게 사이에 위치하고 있다. 1975년 퀘프웍 ( Kraftwerk Union AG) 가 건설을 시작했지만 1979년이란 혁명 이후 1979년 7월에 중단되었다. ] 원자로는 1980년대 중반이란-이라크 전쟁 중 이라크 공습으로 피해를 입었다. 1995년이란이 러시아 회사 인 Atomstroyexport와 계약을 맺고 925MWe VVER을 건설하는 기존 브쉐르 (Bushehr) 에 설치하기로 계약을 시작한 1995년에 재개 -1000 가압 수 반응기가 설치되어 있다.  2007년 12월 러시아는 부 쉐르 원자력 발전소에 핵연료 공급을 시작했다. 원자력 발전소 공사는 2009년 3월에 완료되었다. The construction was completed in March 2009.

## 촬루스 비밀 핵시설
1995년, 유럽에 거주하는이란 망명자들은이란이 찰 루스 마을에서 20km 떨어진 산에 핵무기를 만들기위한 비밀 시설을 짓고 있다고 주장했다. [15] 2003년 10월 모하메드 엘바라데이는 "점검 측면에서, 우리는 접근을 요청한 사이트를 방문 할 수 있게되었다"고 발표했다.

## 다코빈 핵발전소
이란은 2007년 3월 6일이란 남서부의 다코빈( Darkovin)에 360MW 용량의 국내 원자력 발전소 건설을 시작했다고 선언했다.

## 포우도우 핵 연료 강화 공장
퀴엄(Qom)시 근처의 포우도우(Fordow)는 전 이슬람 혁명 가드 군단 기지에 지하 우라늄 농축 시설이있는 곳이다.  당시 미완성 된 포우도우(Fordow) 핵 연료 강화 공장 (FFEP)의 존재는 2009년 9월 21일 이란의 자진 신고에 의해 IAEA에 공개되었다. 서방 공무원들은 이란이 사이트를 조기에 공개하지 않았다고 강력히 비난했다. 버락 오바마 미국 대통령은 포우도우(Fordow)가 미국의 감시를 받고 있다고 말했다

## 원자력 연구 시설 Isfahan
Isfahan의 원자력 기술 센터는 현재 중국이 공급하는 4 개의 소형 원자력 원자로를 운영하는 원자력 연구 시설이다. 그것은 AEOI에 의해 운영된다.
Isfahan의 Uranium Conversion Facility는 옐로 케익을 헥사 플루오 라이드( hexafluoride) 로 변환한다. 2004년 10월 말 현재이 사이트는 70 %의 운영으로 21 개 중 24 개의 워크샵이 완료되었다. 근처에 원자로에 필요한 성분과 합금을 생산하는 지르코늄 생산 공장 (ZPP)이 있다.

## 카라 즈 핵 의학 센터
Hashtgerd의 농업 연구 및 핵 의학 센터는 1991년에 설립되었으며 AEOI에 의해 운영된다.

## 동위 원소 분리  플랜트
Lashkar Abad는 동위 원소 분리를위한 파일럿 플랜트이다. 2002년에 설립 된이 사이트는 2003년 5월 Alireza Jafarzadeh에 의해 처음 노출되었으며, 이로 인해 IAEA가 사이트를 검사했다. 레이저 농축 실험이 수행되었지만,이란이 레이저 동위 원소 분리 기술을 사용하여 우라늄을 농축 할 의도가 없다고 선언 한 이후 공장은 폐쇄되었다.  2006년 9월 Alireza Jafarzadeh는이란에 의해 부지가 부활되었으며이 자리에서 레이저 강화가 진행되고 있다고 주장했다.

## 라비 잔  핵 기술 연구 센터
(35 ° 46′23 ″ N 51 ° 29′52 ″ E) 2003년 8월에서 2004년 3월 사이에 이전 라비 잔 Lavizan-Shian 기술 연구소 센터 건물의 모든 건물이 철거되었다. 이 장소는 테헤란시에 돌려 주어야한다.
로이터 통신에 따르면, Lavizan을 방문한 IAEA 조사관은 표토가 제거되었고 위생 처리되었다고 미국에 주장했다.
워싱턴은이란이 상당한 양의 표토와 잔해를 제거하고이를 새로운 토양 층으로 대체했다고 비난했다. 미국 관리들은 라비 잔 Lavizan의 비밀 핵 활동을 다루려는 시도일지도 모른다고 말했다.
케네스 브릴 (Kenneth Brill) 전 IAEA 주재 미국 대사는 지난 6 월이란이 "파괴 공과 불도저"를 사용해 라비 잔을 위생 처리하기 위해 위생기구를 사용했다고 비난했다.
그러나 IAEA와 가까운 또 다른 외교관은 로이터 통신에 Lavizan의 현장 검사는 토양이 전혀 제거되지 않았다는 증거를 만들지 않았다고 말했다.

## 라비 잔3  핵 기술 연구 센터
2015년 1월 24일, NCRI의이란 반체제 인사들은 라비 잔3 Lavizan-3이라는 은밀한 우라늄 농축 시설이 테헤란 바로 바깥에 존재한다고 주장했다.

## 나탄즈
(북위 33° 43′ 24.43″ 동경 51° 43′ 37.55″ / 북위 33.7234528°  동경 51.7270972° )
Natanz는 지하 8 미터에 지어지고 2.5 미터 두께의 콘크리트 벽으로 보호되고 다른 콘크리트 벽으로 보호되는 10 만 평방 미터를 덮는 강화 된 연료 농축 공장 (FEP)이다. Natanz, Isfahan Province, Iran의 수도 인 나탄즈에 있다. 2004년에 지붕은 철근 콘크리트로 굳었 고 22 미터의 흙으로 덮여 있었다. 이 단지는 25,000 평방 미터의 홀과 다수의 행정 건물로 구성되어 있다. 이 비밀 장소는 2002년 8월에 알리제라 자파제드 (Alireza Jafarzadeh)에 의해 노출 된 두 곳 중 하나였다. IAEA의 Mohamed ElBaradei 사무국 장은 2003년 2월 21일에이 사이트를 방문하여 160 대의 원심 분리기가 완료되어 작동 준비가되었으며 1,000 명 이상이 사이트 가동에 참여하고 있다고 분석하였다.

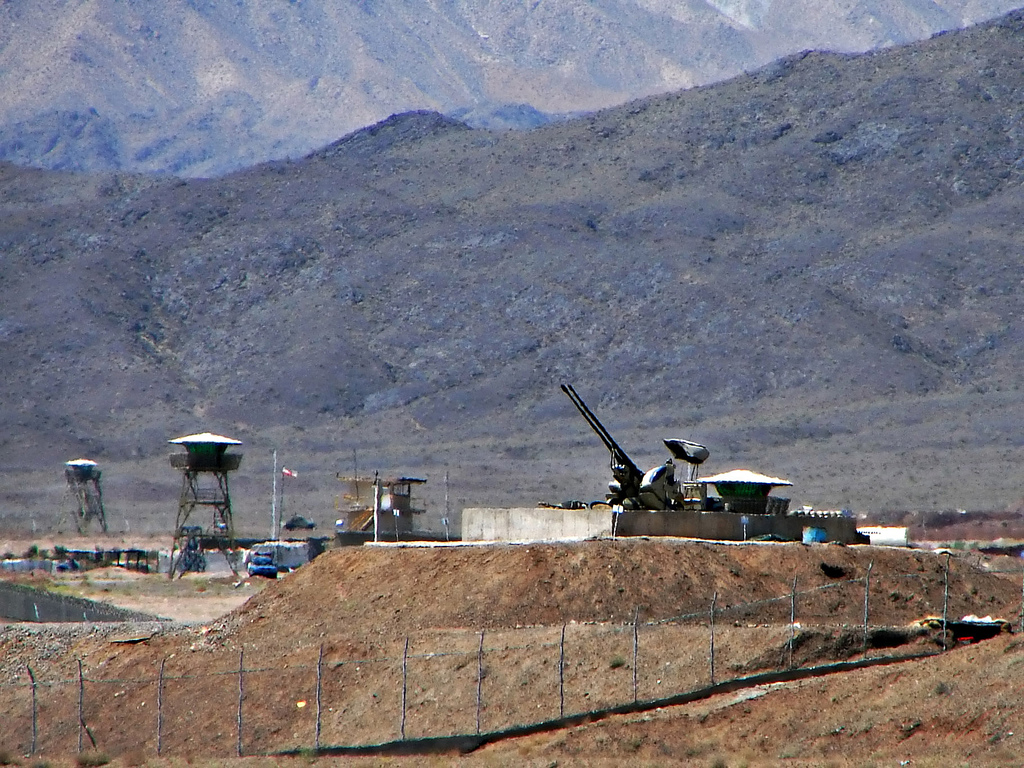
나탄즈 (Natanz)의 핵시설 Nuclear Facility

## 파친
Parchin Military Complex (35.52 ° N 51.77 ° E)는 테헤란 시내에서 남동쪽으로 약 20km 떨어진 곳에 있다. IAEA는 2005년 11월 1일 Parchin에 접근 할 수 있게되었으며 환경 표본을 확보했다. 검사관은 방문한 건물에서 비정상적인 활동을 관찰하지 않았으며 환경 표본 분석 결과 핵 물질이 존재하지 않았다는 사실을 발견했다. [36] Parchin은 기존의 폭발물 테스트 및 제조 시설이다. IAEA 안전 요원 검사관은 핵 물질의 증거가 아니라 핵무기 연구 및 개발과 일치하는 종류의 폭발물 시험을 찾고 있었다.  2011년 11월, IAEA는 Parchin이 내파 시험에 사용되었다는 "신뢰할만한"정보를 가지고 있다고보고했다. IAEA는이란이 허가하지 않은 파친 Parchin에 대한 추가 접근 권한을 모색했다.

## 우라늄 광산 Saghand
(32.313 ° N 55.530 ° E) 2005년 3월에 가동이 시작된이란 최초의 우라늄 광산

## 테헤란 원자력 연구소
테헤란 연구소 Tehran Research Reactor (TRR) (35 ° 44′18 ″ N 51 ° 23′17 ″ E)는 Atoms for Peace 프로그램 하에서 미국에 의해 공급되었다. 5 메가 와트 풀형 원자력 원자로는 1967년에 가동되었으며 처음에는 고농축 우라늄 연료를 사용했다.  경수는 중재자, 냉각수 및 차폐물로 사용된다. TRR 코어 격자는 표준 연료 요소 (SFE), 제어 연료 요소 (CFE), 조사 상자 (샘플 및 방사성 동위 원소 생산의 장기 조사를 위해 코어 격자 구성 내에 제공된 수직 튜브) 및 흑연 상자를 포함하는 9x6 배열이다.

## 야 즈드 방사선 처리 센터
방사선 처리 센터에는 벨기에 IBA에서 만든 Rhodotron TT200 가속기가 장착되어 있으며 5 및 10MeV 빔 라인의 출력과 최대 100kW의 출력을 제공한다. 2006년 기준으로,이 센터는 도시 주변의 광물 매장량을 분석하기위한 지구 물리학 적 연구에 참여하고 있으며 의료 및 폴리머 산업을 지원하는 데 중요한 역할을 할 것으로 예상된다.